# Tremolí de cama blanca
El tremolí de cama blanca o abró de cama blanca (Leccinum albostipitatum) és una espècie de fong de l'ordre dels boletals (Boletales). És un bolet més aviat rar, del grup dels mollerons alberencs o abrons.

## Morfologia
Bolet de solitari a gregari, barret d'hemisfèric en el jove a convex o planoconvex en madurar, de 8 – 25 cm de diàmetre; superfície de color taronja pàl·lid a taronja, de finament tomentosa a fibril·losa; marge excedent en el jove, caduc en l'adult formant grans flocs de més de 4 mm que es pleguen cap els porus.
Tubs de groguencs a bru molt pàl·lid, brunencs al frec; porus de groguencs a bru molt pàl·lid, brunencs al frec.
Cama blanca, de cilíndrica a subclavada, peu amb marques blavoses quan es manipula; coberta d'aspres blancs en el jove, només bru vermellosos en l'adult.
Carn blanca, de grisenca a negrosa amb el temps; al frec primer vinosa, després grisenca i finalment negrosa; en el peu sovint blaveja.

## Hàbitat
Des de l'estiu a la tardor; sembla preferir substrats silícics; de l'estatge subalpí al montà, només vora espècies del gènere Populus: trèmols, àlbers i pollancres.

## Comestibilitat
Comestible, cal eliminar la cama.

## Comentaris
Vegeu comentaris de tremolí (Leccinum aurantiacum).